# 大野宿鳳来館
大野宿鳳来館（おおのしゅくほうらいかん）は、愛知県新城市大野上野17-2にある歴史的建築物。
建物は1925年（大正14年）に東三河地方初の民間金融機関である大野銀行本店2代目社屋として建設された。2007年（平成19年）以降は建物をカフェギャラリー「大野宿鳳来館」として活用している。2009年（平成21年）1月8日には「旧大野銀行（大野宿鳳来館）本館」「旧大野銀行（大野宿鳳来館）土蔵」の2件が登録有形文化財に登録された。西隣にはやはり登録有形文化財の旧料亭菊水がある。

## 歴史

### 大野の歴史
愛知県八名郡大野町（三河大野）は養蚕業の中心地であり、明治時代には絹糸・製糸工業が盛んとなった。スギやヒノキの植林による林業も盛んであり、林業金融には大野銀行も一役買っている。さらには秋葉街道や別所街道の宿場町としての性格も有しており、何軒もの旅館が立ち並んでいた。

### 建物の竣工
1896年（明治29年）に設立された大野銀行（現在の三菱UFJ銀行である東海銀行の前身のひとつ）は、愛知県東三河地方初の民間金融機関である。初代社屋は木造2階建ての洋風建築だったが、1925年（大正14年）、大野銀行本店の2代目社屋としてこの建物が建てられた。設計や施工を行ったのは、岡崎市の岡崎信用金庫資料館や名古屋市の名古屋陶磁器会館を手掛けた志水正太郎（志水建築業務店）。

### 戦後
太平洋戦争後には大野銀行が東海銀行に吸収合併され、1945年（昭和20年）9月には東海銀行三河大野支店となった。1963年（昭和38年）7月には東三河信用組合三河大野支店となった。
2000年（平成12年）10月には豊川信用金庫三河大野支店となり、2003年（平成15年）1月には最後に豊川信用金庫鳳来支店三河大野出張所となった。客数の減少によって、豊川信用金庫鳳来支店三河大野出張所は2006年（平成18年）9月23日をもって閉鎖された。

### 保存活用
豊川信用金庫は新城市当局に対して、土地と建物の無償譲渡を申し入れたが、新城市は「所有するメリットはない」として難色を示した。これによって建物の取り壊しが懸念されたが、新城市で生コンクリートを製造するスエヒロ産業の安形憲二社長が土地と建物を購入し、購入費用も併せて数千万円で天井や床などを改修。2007年（平成19年）10月2日にカフェギャラリー「大野宿鳳来館」が開店した。
2011年（平成23年）6月、愛知登文会に設立メンバーとして参画し、文化財の保存活用に取り組んでいる。2014年（平成26年）10月には愛知登文会によって愛知県内の37件の登録有形文化財の特別公開（後のあいたて博）が初めて行われたが、この際には大野宿鳳来館も公開の対象となった。

## 建築

### 本館
鉄筋コンクリート造の2階建てであるが、外観は石積み風である。東西は17メートル、街道に面する南北は9.7メートル。メダイオン（円形装飾）が付いた玄関が特徴。玄関は角地に設けられ、曲線状に造られている。1階の客溜まりと執務室はカウンターで仕切られており、執務室は一段高くなっている。
敷地の北隣には明治時代の建物で営業する旅館の若松屋があり、西隣にはやはり登録有形文化財の旧料亭菊水がある。菊水は大正末期に建てられた待合料亭である。

### 土蔵
土蔵は明治時代中期の建築であり、1896年（明治29年）に初代本館とともに建てられたと考えられている。1階部分は板張り、2階は漆喰仕上げである。2012年（平成24年）3月1日には蔵ギャラリーとして一般公開が開始された。

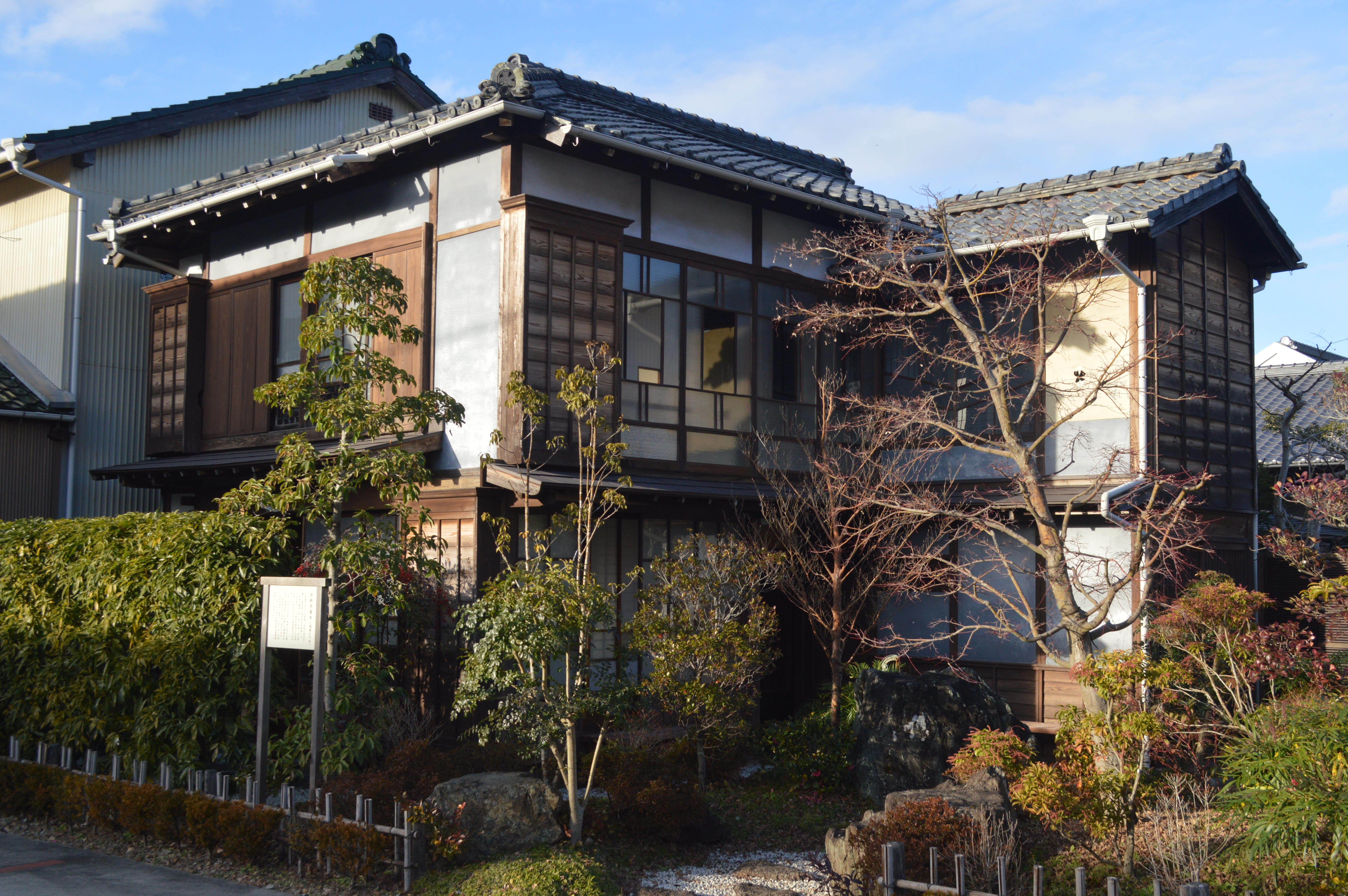
旧料亭菊水